# Uran-Actinium-Reihe
Die Uran-Actinium-Reihe ist die natürliche Zerfallsreihe des Uranisotops 235 oder (4n+3)-Reihe.
Sie kann „rückwärts“ zu den künstlichen Transuranen verlängert werden: Das Mutternuklid des Uran-235 ist das in großen Mengen in Kernreaktoren erbrütete Plutonium-239. Dieses kann wiederum aus anderen Mutternukliden entstanden sein, die hier jedoch nicht dargestellt sind (erste Verlängerung in rot). Das Endnuklid der Reihe ist das Bleiisotop 207Pb.
| Natürliche radioaktive Zerfallsreihen: Uran-Actinium Reihe (grün) |

## (4n+3)-Reihe

Zerfallsreihe von ^{235}U: Z ist die Ordnungszahl (Protonenzahl), N die Neutronenzahl der Nuklide.
(Die sehr unwahrscheinliche Reihe über das Isotop ^{227}Ra ist nicht dargestellt.)

| Nuklid | Zerfall               | Halbwerts- zeit | E (MeV)     | Zerfalls- produkt |
| ------ | --------------------- | --------------- | ----------- | ----------------- |
| 239Pu  | α                     | 24 110 a        | 5,245       | 235U              |
| 235U   | α                     | 7,038 · 108 a   | 4,679       | 231Th             |
| 231Th  | β− ≈100 % α 10−8      | 25,52 h         | 0,389 0,389 | 231Pa 227Ra       |
| 231Pa  | α                     | 32760 a         | 5,149       | 227Ac             |
| 227Ra  | β−                    | 42,2 min        | 1,325       | 227Ac             |
| 227Ac  | β− 98,62 % α 1,38 %   | 21,773 a        | 0,045 5,042 | 227Th 223Fr       |
| 227Th  | α                     | 18,72 d         | 6,146       | 223Ra             |
| 223Fr  | β− 99,994 % α 0,006 % | 22,0 min        | 1,149 5,430 | 223Ra 219At       |
| 223Ra  | α                     | 11,435 d        | 5,979       | 219Rn             |
| 219At  | α 97 % β− 3 %         | 56 s            | 6,390 1,700 | 215Bi 219Rn       |
| 219Rn  | α                     | 3,96 s          | 6,946       | 215Po             |
| 215Bi  | β−                    | 7,6 min         | 2,250       | 215Po             |
| 215Po  | α ≈100 % β− 2,3·10−7  | 1,781 ms        | 7,526 0,721 | 211Pb 215At       |
| 215At  | α                     | 0,10 ms         | 8,178       | 211Bi             |
| 211Pb  | β−                    | 36,1 min        | 1,373       | 211Bi             |
| 211Bi  | α 99,72 % β− 0,28 %   | 2,14 min        | 6,751 0,579 | 207Tl 211Po       |
| 211Po  | α                     | 0,516 s         | 7,595       | 207Pb             |
| 207Tl  | β−                    | 4,77 min        | 1,423       | 207Pb             |
| 207Pb  | stabil                | stabil          | stabil      | stabil            |